# NGC 3925
NGC 3925 је спирална галаксија у сазвежђу Лав која се налази на NGC листи објеката дубоког неба.
Деклинација објекта је + 21° 53' 19" а ректасцензија 11h 51m 20,9s. Привидна величина (магнитуда) објекта NGC 3925 износи 14,5 а фотографска магнитуда 15,3. NGC 3925 је још познат и под ознакама MCG 4-28-71, CGCG 127-75, PGC 37078.